# 蔡彼得
蔡彼得（英語：Peter Choi，1922年8月—2020年8月6日），原名蔡炳堯，是一位曾於英軍服役的香港華人，於1941年12月爆發的香港保衛戰中，他與隊友操作高射炮擊落日軍飛機，香港淪陷後曾為英軍服務團收集日軍情報，曾為香港退伍軍人聯會會長。

## 童年及少年
蔡彼得生於1922年8月，是家中11個孩子中的第3個，童年生活在堅尼地城厚和街，父親是繩索製造廠的廠長，出產的繩索主要供船隻使用。他在13歲開始出來打工，於淺水灣酒店從事派送員，負責派發報紙及信件給住客，當時酒店的住客包括宋子文及羅蘭士·嘉道理等富商，酒店當時給他每月450港元的薪金；此外，酒店為了更好地服務外籍住客，還為職員提供英語課程，這也是他決定到這家酒店打工的原因。蔡彼得於17歲時到父親當廠長的繩索廠工作，但他感到這份工作很沉悶和乏味。

## 從軍及參戰

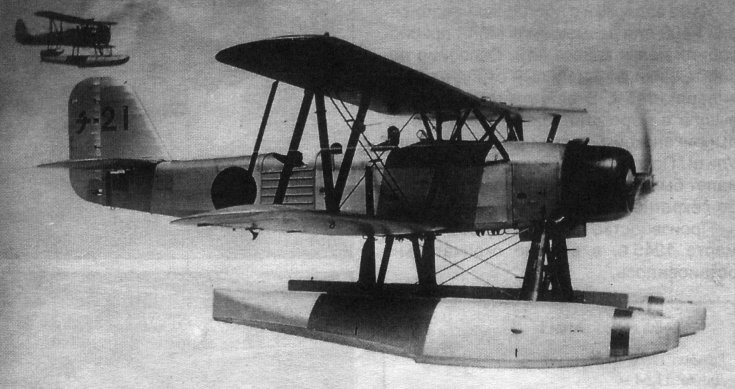
日本海軍的九四式水上偵察機，同型機在香港保衛戰中，於雞籠灣被蔡彼得與隊友合力操作的高射炮擊落。

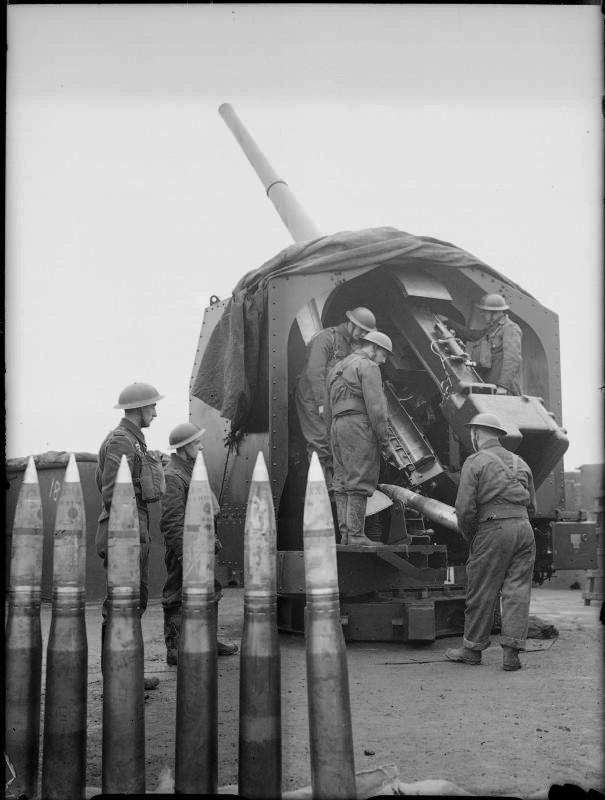
英國製造的4.5吋高射炮，雞籠灣炮台裝備兩門同款的高射炮。

蔡彼得於少年時喜愛滾軸溜冰，他在滾軸溜冰場及游泳池結識了一些軍人，成為他們的朋友，在軍人朋友的鼓勵下，他在1941年8月年滿18歲後，便決定加入駐港英軍，蔡在參軍時沒想到在不久之後便真的要上戰場，他回憶說：「沒有想太多，只是貪新鮮…… 我甚麼也不怕。一班朋友一起玩，幾開心。」在戰前，他的兄長、二姊及四妹，也先後加入聖約翰救傷隊擔任救護工作。
蔡彼得於1941年參軍後獲安排接受炮兵訓練，成為香港星加坡皇家炮兵團第17重高射炮連（17th Heavy Anti-Aircraft Battery, Hong Kong and Singapore Royal Artillery）的成員，軍人編號5153。1941年12月8日，日本發動太平洋戰爭，日軍於偷襲珍珠港數小時後便入侵香港，香港保衛戰爆發。在日軍飛機對啟德機場發動首波空襲時，蔡彼得正於鯉魚門軍營吃早餐，3分鐘後，長官一聲令下，穿上軍服的他便立即背上槍械，與同僚一起乘軍車前往城門水塘附近的大埔滘，預防日軍在這處登陸。參軍只有兩個多月的蔡彼得，還未完成炮兵訓練便要上戰場抗擊日軍。蔡在大埔滘戒備兩小時左右，因為守軍有一批步兵抵達現場駐防，他與同僚之後便被調派到香港島西南部的雞籠灣，在雞籠灣炮台負責操作高射炮。
雞籠灣炮台（Waterfall Bay AA Battery）裝有兩門4.5吋高射炮，每門炮各有八人操作，1號炮由包括蔡彼得在內的八名華人炮兵操作，2號炮則由八名印度炮兵操作，這兩門高射炮當時由一位叫陳亨利的華籍軍士長指揮。12月13日，日軍有4架飛機出現在雞籠灣炮台的上空，該處的兩門高射炮立即迎戰，在指揮官的指令下，兩門高射炮輪流開火射擊，有一架日軍的九四式水上偵察機被他們擊落。當日長官為了獎勵他們，特別準備了一頭羊，華人廚師將其烹調成一鍋咖哩羊肉慰勞他們。不過，香港守軍在整場戰役始終寡不敵眾，又沒有外援，日軍於12月18日登陸香港島，守軍雖然多次反攻，但皆告失敗，而且傷亡慘重，總督楊慕琦於12月25日下午決定投降。當收到香港向日本投降的消息後，印裔士兵便告訴華裔士兵要脫去軍服並換上便服展開逃亡，避免成為日軍俘虜，蔡彼得與同僚在長官的指示下，趕往牛奶公司在薄扶林的農場找貨車返回住所。日軍之後抵達港島西區，並在堅尼地城設置哨崗，已混入民眾的蔡彼得都要和香港市民一樣，在通過這些日軍哨崗時須向日軍士兵鞠躬敬禮。
在日本佔領期間香港市面的民生物資日趨缺乏，他需要賣掉家中的衣物，再從黑市購買糧食，也會將取得的米在黑市賣出。蔡彼得後來遇上一位為英軍服務團工作的劉姓情報人員，該名情報人員提議他找機會到金鐘海軍船塢工作，以便協助英軍情報單位收集日軍情報，蔡於是在已被日軍接管的海軍船塢當上維修員，暗中監察日軍船隻的動向，並將這些船隻回到海中的時間告訴給這位英軍情報人員。不過這名情報人員後來卻被日軍拘捕，蔡彼得得知後，恐防自己的身份已被揭破，為免被日軍追緝，他立即從香港逃到深圳，直至1945年8月日本投降後才回到香港。蔡彼得越境到達深圳後，本來是要趕往惠州與當地的英軍服務團聯繫，但趕路期間卻被湖南的地方部隊強行徵召，他這時雖然是國軍的一份子，但連軍服都沒有發給他，在數個月間要逃避日軍的掃蕩而不斷轉移位置，卻沒有任何參戰的機會。一位國軍排長發現他曾經接受軍訓，於是帶他前往惠州與英軍服務團會合，但到達惠州時英軍服務團的長官剛被調到重慶，他惟有加入國軍獨立第9旅。日軍投降後，他便向所屬的國軍單位辭行，返回香港家鄉。

## 戰後經歷
香港重光後，蔡彼得回到香港，駐港英軍曾向他提議簽署五年合約當全職軍人，但蔡認為薪金太低，所以沒有接受這個安排，也因此在1945年離開軍隊，尋找其他工作。蔡於退伍後首份工作是在酒店管理出租車，之後為香港可口可樂公司的首席執行官亨德森（Henderson）當司機，這時他每月的薪金有360港元，另有360元是實報實銷的津貼。不過亨德森曾有一段時間被調走，但新來的上司對他不好，甚至曾因津貼問題指他偷汽油，所幸亨德森在三個月後又回來，弄清楚發津貼這回事。蔡彼得儲起一筆錢後買了一台萊卡相機，他因此當上自由攝影師。蔡曾為鰂魚涌的一個石礦場管理一個棚架項目，但這個項目遇上1968年的颱風雪麗吹襲香港，香港掛上十號颶風信號，颱風將整個竹棚的結構破壞，為了修復這起天災造成的破壞弄得他要破產。在六七暴動期間，他為蘇格蘭場的情報官員當司機，蔡當時要從山頂駕車接載這位官員到灣仔學習中文。蔡從1968年起為一個的士組織工作直至1991年退休。蔡於退休後，曾在深圳開辦一家主要售賣水餃等中國北方食品的餐廳。
蔡彼得從1980年代便活躍於退伍軍人組織的工作，參與二次大戰退役軍人會的事務。1997年，香港四個退伍軍人組織組成香港退伍軍人聯會，蔡彼得從2000年起出任會長。雖然年事已高，但他仍會在每天早上乘巴士到銅鑼灣的退伍軍人會所與朋友及義工見面，而在每年的重光紀念日，他都會為香港保衛戰中捐軀的官兵籌辦及出席在香港大會堂紀念花園舉行的悼念儀式，並於每年12月在西灣國殤紀念墳場出席悼念陣亡官兵的活動
。

## 個人生活
蔡彼得於1951年時居於筲箕灣，並與一位在聖約翰救傷隊工作的護士結婚，這位護士的主要工作是為船員接種可預防天花的牛痘，他們婚後有7個小孩，但不幸地他的妻子於1963年去世，當時最年長的孩子只有11歲，最年幼的更是出生不久，他工作之餘還要獨力照顧小孩。蔡的孩子都已經長大，而他自己則獨居於華富邨，蔡在2015年接受《南華早報》專訪時稱子女也擔心他的健康，而自己仍有抽煙，他又稱會試試跟從醫生的建議。
蔡彼得在2020年8月1日因身體不適前往瑪麗醫院求醫，之後被轉送到東華醫院，其後情況轉差，最後於8月6日在東華醫院病逝。加拿大駐港澳總領事館在社交媒體Facebook發文悼念蔡彼得，總領使館稱蔡彼得為香港退伍軍人的福利作出了很大的貢獻，並為香港歷史上非常重要的一章保留了紀錄，向蔡家致以最誠摯的慰問。位於銅鑼灣的「二次世界大戰退役軍人會所」設置弔唁冊，並於8月10日至14日早上10時至下午3時之間開放供公眾弔唁。